# Distrito de Anykščiai
El distrito de Anykščiai (lituano:  Anykščių rajono savivaldybė) es un municipio-distrito lituano perteneciente a la provincia de Utena.
En 2011 tenía 28 668 habitantes. Su capital es Anykščiai.
Se ubica en el noreste del país y por el sur de su término municipal pasa la carretera A6 que une Kaunas con Daugavpils.

## Subdivisiones
Se divide en 10 seniūnijos (entre paréntesis la localidad principal):
- Seniūnija de Andrioniškis (Andrioniškis)
- Seniūnija de Anykščiai (Anykščiai)
- Seniūnija de Debeikiai (Debeikiai)
- Seniūnija de Kavarskas (Kavarskas)
- Seniūnija de Kurkliai (Kurkliai)
- Seniūnija de Skiemonys (Skiemonys)
- Seniūnija de Svėdasai (Svėdasai)
- Seniūnija de Traupis (Traupis)
- Seniūnija de Troškūnai (Troškūnai)
- Seniūnija de Viešintos (Viešintos)